# Judit Zágorec Csuka
Dr. Judit Zágorec-Csuka, slovensko-madžarska pesnica, pisateljica, knjižničarka, prevajalka, profesorica madžarskega jezika in književnosti, biblioterapevtka, * 24. marec 1967, Murska Sobota.

## Življenje
Rojena je bila 24. marca 1967 v Murski Soboti. Odraščala je v Genterovcih, kjer je obiskovala osnovno šolo. Po končanem srednješolskem izobraževanju leta 1986 na družboslovno-jezikovni gimnaziji v Lendavi je na Filozofski fakulteti Loránda Eötvösa v Budimpešti študirala madžarski jezik s književnostjo in bibliotekarstvo, kjer je duplomirala leta 1991.
Po študiju je med leti 1991 in 1994 delala v Lendavi kot novinarka pri tedniku madžarske narodnosti Népújság, nato se je zaposlila kot knjižničarka na Dvojezični osnovni šoli I v Lendavi. 
Leta 2006 je doktorirala na Filozofski fakulteti Univerze Loránda Eötvösa v Budimpešti z disertacijo A szlovéniai magyar könyvkiadás-, sajtó- és könyvtártörténet 1945-től 2004-ig/Zgodovina izdajanja madžarskih knjig, publicistike in knjižničarstva od leta 1945 do 2004 v Sloveniji), ki je leta 2007 izšla tudi v knjižni obliki (COBISS) kot monografija z obsežnim povzetkom v slovenščini. Mentor disertacije je bil prof. György Sebestyén, predstojnik Katedre za knjižničarstvo in informatiko univerze ELTE v Budimpešti. 
V letih 2007–2009 je bila skupaj z Olgo Paušič odgovorna urednica multikulturne revije Lindua, kjer je bila odgovorna za madžarski del.
Od leta 2011 je habilitirani madžarski lektor in predavatelj na Oddelku za prevodoslovje Univerze v Mariboru.
Med letoma 2000 in 2022 je bila knjižničarka na Dvojezični osnovni šoli I v Lendavi.
Od leta 2022 je direktorica javnega zavoda Knjižnica - Kulturni center Lendava – Lendvai Könyvtár és Kulturális Központ.
Z družino živi na Kapci pri Lendavi.

## Delo
Raziskuje založniško dejavnost, publicistiko in knjižničarstvo madžarske narodne skupnosti v Sloveniji. Piše strokovne članke in študije s tega področja objavlja tudi v slovenščini (npr. Digitalizacija madžarskega domoznanskega in leposlovnega gradiva v Prekmurju, 2005; Narodnostne knjižnice v Sloveniji, 2003; Ilustratorji madžarskih knjižnih izdaj v Sloveniji, 2003; Stanje šolskih knjižnic v Pomurju, 2004; Dvojezične šolske knjižnice na področju Pomurja, kjer živi madžarska narodnost, 2008). Leta 2010 je bila urednica strokovne publikacije z naslovom Narodnostne knjižnice v Sloveniji in njihovi partnerski odnosi v okviru Evropske unije/A nemzetiségi könyvtárak Szlovéniában és partnerkapcsolataik az Európai Unió térségében.  
Od leta 2012 je habilitirana lektorica za madžarski jezik na Oddelku za prevodoslovje na Filozofski fakulteti Univerze v Mariboru, od leta 2013 pa je predavateljica.  
Leta 2016 je končala specializacijo iz razvojne biblioterapije na Univerzi v Kaposváru.
Od leta 2007 je tajnica Društva prekmurskih madžarskih znanstvenikov in raziskovalcev. Je članica zunanjega javnega organa Madžarske akademije znanosti (Magyar Tudományos Akadémia) in zastopa sekcijo znanstvenikov s področja knjižničarstva. Je članica Pomurske akademske znanstvene unije (PAZU).  
Na Madžarskem je dobila več državnih, raziskovalnih štipendij; s priznanji so jo odlikovali tako doma kot v tujini.  
Razen navedenega objavlja Judit Zágorec–Csuka  tudi pesmi, izdala je več madžarskih in slovenskih pesniških zbirk in tudi prozna dela.  
Med leti 2007 in 2009 je bila odgovorna urednica lendavske multikulturne revije Lindua.  
Leta 2011 je prejela literarno nagrado Jókai.  

Od junija 2015 je članica Društva pisateljev madžarske (Magyar Írószövetség).
V marčevskem vetru
„V marčevskem vetru,
oklofutani svetlobi,
poteptana, a ne zlomljena,
v Petőfijevem duhu plapola
tvoja zastava in v srcu še
grmi pokanje topa …”
(prevedla: Marjanca Mihelič)
»Če obstaja zvestoba, potem nas vodi nazaj h koreninam.«

(A fény győzelme)

## Izbrana bibliografija

### Pesniške zbirke
- Viharverten, versek barátaimnak, Lendva, Magyar Nemzetiségi Művelődési Intézet (Zavod za kulturo madžarske narodnosti, Lendava), Top-Print, 1997. • ISBN 9616232037
- V ognjenem kresu, pesniška zbirka, slovenski prevod, prevedla: Marjanca Mihelič, Murska Sobota, Solidarnost, 2001.
- Slepci na zemljevidu, pesniška zbirka, slovenski prevod, prevedla: Maria Millas,Murska Sobota, Franc-Franc, 2003. • ISBN 9612190534
- Kiűzve az Édenből, pesmi v madžarskem jeziku, Lendava, Magyar Nemzetiségi Művelődési Intézet, 2003. • ISBN 9616232231
- Kettős hangzat, pesniška zbirka s soavtorjem Ferencem Kardosom, Zalaegerszeg-Lendva, Magyar Nemzetiségi Művelődési Intézet  (Zavod za kulturo madžarske narodnosti, Lendava): Zala Írók Egyesülete, Pannon Tükör sorozat, 2005. • ISBN 9789638583499
- V sebi zate, izbrana dela (poezija, proza, eseji) v slovenskem jeziku. Murska Sobota, Franc-Franc, 2010, zbirka Mostovi na meji, prevajalka Bence Utroša Gabriella. • ISBN 9789612550257
- Sivatagi szélben, pesniška zbirka v madžarskem jeziku, Pilisvörösvár-Kapca, Muravidék Baráti Kör Kulturális Egyesület-Kapcai Helyi Közösség/Krajevna skupno Kapca, 2011. • ISBN 9786155026102; ISBN 9786155026119
- Új horizontok, Novi horizonti, Neue Horizonte, pesniška zbirka/izbor v treh jezikih, Pilisvörösvár, Muravidék Baráti Kör Kulturális Egyesület, 2013. • ISBN 9786155026249; ISBN 9786155026256
- Ismeretlen vadászmezők, pesniška zbirka v madžarskem jeziku, prevodi proze, Pilisvörösvár, Muravidék Baráti Kör Kulturális Egyesület, 2015. • ISBN 9786155026744; ISBN 9786155026751
- Enigma, dvojezična, slovenska-madžarska pesniška zbirka, Lendva, Magyar Nemzetiségi Művelődési Intézet (Zavod za kulturo madžarske narodnosti, Lendava), 2018. • ISBN 9789616232661
- Por és hamu. Versek, gyermekversek és műfordítások (pesniška zbirka, otroške pesmi, prevodi pesmi); József Attila Művelődési Egyesület, Kapca, 2021. • ISBN 9789610707257
- Ábécés gyermekversek 40 betűre. Otroška pesniška zbirka v madžarskem jeziku. Ilustriral Peter Orban. Lendava, Magyar nemzetiségi Művelődési Intézet/Zavod za kulturo madžarske narodnosti, 2023. • ISBN 9789616232876

### Romani
- A fény győzelme, levélregény, Pilisvörösvár, Muravidék Baráti Kör Kulturális Egyesület, 2015.

### Kratka proza
- A szív akkumulátora, novele v madžarskem jezikul, Pilisvörösvár, Muravidék Baráti Kör Kulturális Egyesület, 2017.

### Zvočna knjiga, CD
- Csodafiúszarvas nyomában, pesmi v madžarskem jeziku. Lendva, Magyar Nemzetiségi Művelődési Intézet (Zavod za kulturo madžarske narodnosti, Lendava), 2018. (Sodelovali so: Zadravec Szekres Ilona, Szekeres Anita, Szőke Krisztina, Bači Jasna; Soldat Damir, kitara; Kološa Tanja. petje).

### Študije, strokovne monografije
- Gábor Zoltán festőművész portréja/Portret akademskega slikarja Zoltána Gáborja. Magyar Nemzetiségi Művelődési Intézet, Lendva (Zavod za kulturo madžarske narodnosti, Lendava), 2002. (COBISS)
- A Zrínyiek nyomában. Muravidék Baráti Kör Kulturális Egyesület, Pilisvörösvár, 2003.
- A szlovéniai magyar könyvillusztrátorok. Galéria–Múzeum, Lendva (Galerija-muzej Lendava), 2003.
- A szlovéniai magyar könyvkiadás-, sajtó- és könyvtártörténet. Magyar Nemzetiségi Művelődési Intézet, Lendva, 2007.
- A családom anyanyelve a muravidéki magyarok identitása tükrében. Muravidék Baráti Kör Kulturális Egyesület, Pilisvörösvár, 2008.
- Tragom Zrinskih. Magyar Művészeti és Tudományos Társaság–Muravidék Baráti Kör Kulturális Egyesület, Zágráb/Zagreb, 2009.
- A muravidéki magyar könyvek világa, tanulmányok és publicisztikai írások, Pilisvörösvár-Lendva, Muravidék Baráti Kör Kulturális Egyesület − Muravidéki Magyar Tudományos Társaság, 2010.
- A szlovéniai magyar nemzetiségi könyvtárak stratégiája és menedzsmentje. Pilisvörösvár –  Kapca, Muravidék Baráti Kör Kulturális Egyesület – Kapcai Helyi Közösség, 2012. Szerkesztette/Uredil: prof. dr. Sebestyén György.
- Anyanyelvem szenvedéstörténete. Százak Tanácsa (Oszthatatlan sorozat: Külhoni magyarság sorskérdései), Budapest, 2013.
- A magyar–szlovén és a szlovén–magyar irodalmi kapcsolatok tükröződése a fordításirodalomban. Muravidék Baráti Kör Kulturális Egyesület, Pilisvörösvár, 2015.
- Az szépirodalom önismereti és gyógyító ereje, Muravidék Baráti Kör Kulturális Egyesület, Pilisvörösvár, 2017.
- Nyelvi mozaikok a muravidéki magyar nyelvben, Muravidék Baráti Kör Kulturális Egyesület, Pilisvörösvár, 2019.

### Prevodi
- A muravidéki és a rábavidéki szlovén irodalom antológiája – fordításkötet, fordította: Zágorec Csuka Judit, a kiadást támogatja: Illyés Közalapítvány és a Nemzeti Kulturális Örökség Minisztériuma (Budapest), Budapest-Szentgotthárd-Lendva, Szlovén-Magyar Baráti Társaság, 2006.
- Občina Šalovci, The Muncipality of Šalovci, Šalovci Község – monográfia, magyar nyelvre fordította: Zágorec-Csuka Judit, Murska Sobota: Franc-Franc Kiadó, 2008.
- Car Evgen: A gólyák is elpusztúlnak (Štrki umirajo), dráma (magyar nyelvű műfordítója), Pilisvörösvár, Muravidék Baráti Kör Kulturális Egyesület-Dobronak Községi Magyar Önkormányzati Közössége, 2009.
- Feri Lainšček: Szerelemsziget (Ločil bom peno od valov). Pilisvörösvár, Muravidék Baráti Kör Kulturális Egyesület, 2022.
- Sándor Petőfi: Na Dravi, zbrane pesmi (Petőfi Sándor válogatott versei), soavtorica Olga Paušič. Pekel, Zavod Volosov Hram, 2023.

### Priznanja
- Jeney-Király Péter - nagrada za poezijo (1999)
- Pomurska madžarska samoupravna narodna skupnost / Muravidéki Magyar Önkormányzati Nemzeti Közösség, nagrada za delo na področju kulture (1999)
- Občina Lendava-Lendva Község, nagrada za delo na področju kulture (2008)
- Magyar Oktatási és Kulturális Minisztérium, Anyanyelvápolók Szövetsége, nagrade za raziskovalno delo (2005, 2009, 2010)
- Jókai-díj, nagrada za študijo o Istvánu Széchenyju (2011)
- Balassi Intézet, postdoktorska mednarodna štipendija (2010, 2012)
- Magyar Tudományos Akadémia Domus Hungarica, mednarodni štipendiji (2008, 2017)
- naslov Vitezinja splošne kulture na Madžarskem (2021)[2]

## Videoposnetki
- Spletni literarni večer s prekmursko pesnico, pisateljico, literarno prevajalko Judito Zágorec-Csuka, 11. marec 2021, prizorišče: Center Bánffy, Lendava (datum vpisa: 13. 3. 2021)